# Matt Kingsley
Matthew Kinglsey, detto Matt (Turton, 30 settembre 1874 – Leigh, 27 marzo 1960), è stato un calciatore inglese, di ruolo portiere.

## Carriera

### Club
Cresciuto calcisticamente nel Darwen, nel 1898 approda per la prima volta in First Division con la maglia del Newcastle Utd. Dopo esser rimasto titolare per la maggior parte della propria esperienza, nell'annata 1903-1904 perde definitivamente il posto da titolare a discapito di Jimmy Lawrence. Poco dopo viene acquistato dal West Ham Utd, in cui diventa subito titolare. Il 17 marzo 1905, durante una gara contro il Brighton, Kingsley colpisce con dei calci il difensore avversario Herbert Lyon, venendo espulso. In seguito a ciò, venne totalmente escluso dai piani della squadra, venendo ceduto al QPR poco dopo. Chiude la propria carriera agonistica nel 1907 dopo due parentesi a Barrow e Rochdale.

### Nazionale
Il 18 marzo 1901 disputò la sua prima partita per la Nazionale inglese, in una vittoria 6-0 contro il Galles al St James' Park.